# Gatsu
Gatsu (ガッツ?, Gattsu) è il protagonista del manga Berserk di Kentarō Miura. Compare anche nelle due serie televisive anime derivate e nella serie di film Berserk - L'epoca d'oro, oltre che nei videogiochi tratti dalla serie. 
Gatsu è un mercenario che ha trascorso la maggior parte della sua vita sui campi di battaglia. Dopo aver incontrato Grifis, quest’ultimo lo obbliga ad entrare nel suo esercito, la Banda dei Falchi, dopo averlo sconfitto in duello. Il sentimento di amicizia, e successivamente di odio e vendetta, che lega i due personaggi è il punto su cui il manga si concentra.
Miura ha ideato Gatsu quando lavorava come assistente di Jyoji Morikawa, influenzato da opere come Ken il guerriero, Devilman, Dororo, Mad Max e Conan il barbaro.

## Storia
Gatsu nasce dal corpo impiccato di una donna e viene adottato da Sys, la compagna del capitano di ventura Gambino. Dopo tre anni, Sys muore di peste e Gambino si occupa con riluttanza del bambino, istruendolo al combattimento e alla violenza. All'età di nove anni Gatsu è già un membro della compagnia che si guadagna da vivere partecipando a scontri e battaglie. Una notte, però, viene venduto da Gambino a uno spietato soldato della compagnia, Donovan, che violenta Gatsu, il quale si vendica uccidendolo il giorno dopo nel caos di una battaglia. Gambino, tuttavia, perde una gamba e diventa incapacitato a combattere, e da allora continua a rinfacciare a Gatsu di essere stato la causa di tutte le sue sventure, al punto che una sera in preda all'alcol tenta di ucciderlo. Difendendosi il ragazzo uccide il padre adottivo ed è quindi costretto a lasciare la comitiva. Negli anni successivi Gatsu vaga di battaglia in battaglia militando in diversi eserciti mercenari.

Gatsu da ragazzo

A quindici anni, l'abilità di Gatsu attira l'attenzione di Grifis, l'ambizioso e carismatico leader di una brigata di mercenari chiamata Squadra dei Falchi; sconfiggendolo in uno scontro, Grifis ottiene che Gatsu entri a far parte della sua compagnia. Negli anni seguenti Gatsu si apre progressivamente ai suoi nuovi compagni, tra cui la giovane Caska e i cordiali Rickert, Judo e Pipin, sperimentando per la prima volta affetto e amicizia. La Squadra dei Falchi si fa presto notare per i suoi successi, e il re delle Midlands assolda la brigata per la guerra contro Tuder. Al termine del conflitto, Gatsu, sentendosi sempre più imprigionato all'ombra di Grifis, decide di lasciare la squadra e riottiene la sua libertà sconfiggendo Grifis a duello.
Gatsu passa un anno intero ad allenarsi in montagna, presso il fabbro Godor. In seguito apprende che durante la sua assenza Grifis ha sedotto la principessa Charlotte ed è stato arrestato, mentre i Falchi superstiti sono stati dichiarati fuorilegge. Ricongiuntisi, Gatsu e Caska chiudono i conti col passato e si dichiarano i loro sentimenti d'amore. La rinvigorita Squadra dei Falchi parte quindi alla volta di Windom per liberare il loro capitano, ma, seppur riuscendo nel loro intento, trovano un Grifis distrutto nel corpo e nello spirito a causa di continui tormenti e torture subite.
In preda alla disperazione, Grifis tenta il suicidio, attivando involontariamente il suo Bejelit scarlatto ed evocando così la Mano di Dio in una cerimonia chiamata Eclissi. Dietro incoraggiamento dei demoni, il capitano sacrifica alle creature conosciute come Apostoli i suoi compagni e rinasce come Phemt, il quinto membro della Mano di Dio. La Squadra dei Falchi viene quindi trucidata dai demoni. Al massacro scampano solo Gatsu e Caska grazie all'intervento del misterioso Cavaliere del Teschio, tuttavia entrambi vengono marchiati con un sigillo che attira i demoni; mentre l'uomo perde l'occhio destro e il braccio sinistro, la fanciulla perde la ragione in seguito alla violenza subita da Phemt. Rimessosi in sesto presso Godor ed equipaggiatosi con l'enorme spada Ammazzadraghi e un cannone impiantato sul braccio mancante, Gatsu lascia Caska alle cure del fabbro e di Rickert, sopravvissuto anch'egli all'Eclissi in quanto assente in quel momento, e si mette in cammino in cerca di vendetta contro gli Apostoli e la Mano di Dio.

Il Guerriero Nero nella copertina del primo Berserk Collection

Durante il suo viaggio Gatsu si imbatte nell'elfo Pak e lo salva da un gruppo di malfattori. Supportato dalle sue abilità curative, il guerriero sconfigge numerosi Apostoli, tra cui il Barone di Koca, il Conte e Lucine. Quando Gatsu ritorna da Godor per farsi riparare la spada, viene a conoscenza del fatto che Caska è fuggita e si è diretta nella vicina Sant'Albione. Pur riuscendo a salvare la donna dal rogo a cui voleva condannarla l'inquisitore Mozgus, il guerriero deve affrontare una prova terribile, che culmina con la rinascita di Grifis nel mondo terreno.

Gatsu e il suo nuovo gruppo nella copertina di uno dei volumi dei manga

Senza più un rifugio sicuro per Caska, Gatsu decide di recarsi al regno degli elfi di Elfhelm, un reame protetto il cui sovrano potrebbe essere in grado di ripristinare la salute mentale della donna. Ma il peso di dover proteggere Caska dalle ondate di spiriti che ogni notte si avventano su di loro rende il viaggio estenuante, e Gatsu accetta a malincuore dei compagni di viaggio. Entrano così a far parte della sua compagnia i membri dell'ordine cavalleresco della Sacra Catena Ferrea, Farnese de Vandimion e Serpico, intenzionati a far luce sui segreti del mondo, il giovane ladruncolo Isidoro, affascinato dalla figura del Guerriero Nero, e la giovane strega Shilke. Dalla maestra di Shilke, Flora, inoltre, Gatsu ottiene l'armatura del berserk, un leggendario artefatto che aumenta esponenzialmente le sue abilità combattive, ma che scatena i suoi istinti più selvaggi a dominarlo. Grazie alla magia di Shilke Gatsu riesce a far uso dell'armatura mantenendo il controllo, e il gruppo si apre la strada verso Elfhelm.

## Poteri e abilità
Gatsu è privo di qualunque superpotere. Tutta la sua enorme forza, sia mentale che fisica, viene esclusivamente dal suo continuo addestrarsi fin dalla tenera età. Gatsu è un uomo che ha trasceso i limiti estremi del corpo umano, infatti nonostante usi armi e armature molto pesanti riesce a muoversi e a combattere contro anche centinaia di nemici da solo, inoltre ha degli ottimi riflessi. La sua preparazione mentale da guerriero e le sue esperienze passate lo portano ad avere una volontà ferrea e una resistenza al dolore fenomenale, in più sempre per la sua enorme resistenza può sopportare ferite mortali che porterebbero un uomo a morire solo per dissanguamento continuando a combattere a oltranza. Se deve farlo, Gatsu è pronto anche a gettarsi nelle fiamme o a farsi infilzare semplicemente per guadagnare un vantaggio sull'avversario.
La sua maestria con la spada è tale che nessuno ancora ha dimostrato un'abilità da spadaccino superiore alla sua.
L'unico che lo abbia mai messo alle strette è stato Serpico, che in ben due occasioni lo ha messo in seria difficoltà. Tuttavia è bene dire che in entrambe le occasioni Gatsu ha vinto anche se Serpico aveva studiato delle circostanze a lui favorevoli, come una stanza piena di colonne (che peraltro Gatsu abbatte senza sforzo) o uno stretto sentiero di montagna, dove Gatsu avrebbe fatto fatica a brandire un'arma tanto grande.
Oltre alla titanica spada Ammazzadraghi, nel suo arsenale ha diversi coltelli da lancio, alcune piccole bombe munite di spine per attaccarsi a demoni e/o soldati, una mano meccanica magnetizzata per garantirgli una migliore presa sulla spada sulla quale può essere montata una balestra a ripetizione e al cui interno c'è un piccolo ma potente cannone.
Le sue incredibili capacitá fisiche aumentano quando indossa l'armatura Berserk. Oltre ad aumentare a livelli sovrumani la sua velocità e forza, tale armatura isola il sistema nervoso e gli impedisce di sentire il dolore. L'armatura poi lo tiene intero, riparando fratture e ferite (non si tratta tuttavia di una guarigione). Un uso eccessivo o sconsiderato dell'armatura rendono Gatsu violento e se possibile perfino più implacabile. Gatsu ha nascosto dentro di sé un lato oscuro, feroce e sanguinario che si rivela essere il suo demone interiore. Esso ha le fattezze di un mostruoso lupo demoniaco irto di zanne. Dopo che Gatsu ha ottenuto l'armatura del Berserk il lupo demoniaco può finalmente manifestarsi fisicamente nella realtà.

## Nome e traduzione
Il nome d'origine del personaggio è Gattsu, la cui traslitterazione ufficiale è Guts (che vuol dire anche fegato o interiora) usata nell'edizione italiana dei film che più rispetta gli adattamenti originali. Nell'edizione italiana della serie televisiva animata viene invece trascritto come Gatz nei titoli di coda. Nella versione portoghese e italiana del manga, invece, il personaggio viene chiamato Gatsu.